# Харви, Джеймс Майкл
Джеймс Майкл Харви (англ. James Michael Harvey; род. 20 октября 1949, Милуоки, США) — американский куриальный кардинал и ватиканский дипломат. Титулярный архиепископ Мемфиса с 29 сентября 2003 по 24 ноября 2012. Префект Дома Его Святейшества и Префект Апостольского дворца с 7 февраля 1998 по 23 ноября 2012. Архипресвитер Папской базилики Сан-Паоло фуори Ле Мура с 23 ноября 2012. Кардинал-дьякон с титулярной диаконией Сан-Пио-V-а-Вилла-Карпенья с 24 ноября 2012 по 1 июля 2024. Кардинал-священник с титулом церкви pro hac vice Сан-Пио-V-а-Вилла-Карпенья с 1 июля 2024.

## Ранние годы
Джеймс Майкл Харви родился 20 октября 1949 года в Милуоки, штат Висконсин, Соединённые Штаты Америки. Джеймс старший из пяти детей Роберта Харви, который умер в 2008 году, и его жены, Рут. Другие братья и сестры Джеймса: Кэтрин, Уильям, Карен и Майкл. За исключением кардинала Харви, все они живут в этом районе Милуоки.

## Образование
В сентябре 1963 года он начал учиться в салезианской подготовительной семинарии в Милуоки после получения стипендии старшей школы от своей начальной школы, закончив четыре года старшей школы, и первые два года обучения в колледже, затем учился в семинарии святого Франциска в Милуоки, закончив последние два года в колледже, затем Харви был отправлен в Рим, архиепископом Милуоки Уильямом Эдвардом Казенсом, на учёбу в Папский Григорианский университет, где он получил докторскую степень в области канонического права, находясь в Риме, он проживал в Папском Североамериканском колледже. Харви так же учился в Папской Церковной Академии, в Риме, по специальности дипломатия. Помимо своего родного английского языка, он владеет итальянским, немецким, французским и испанским языками.

## Священство
После изучения католической теологии и философии, Джеймс Харви был рукоположён в священники 29 июня 1975 года для католического архидиоцеза Милуоки. Рукоположение совершил папа римский Павел VI. На этой церемонии, были рукоположены 359 священников, в честь Юбилейного года, на этой же церемонии был рукоположён ещё один будущий американски кардинал Рэймонд Берк.

## На дипломатической службе Святого Престола
25 марта 1980 году Харви поступил на дипломатическую службу Святого Престола и сначала служил атташе в апостольской нунциатуре в Доминиканской Республике в 1980-1981 годах, а потом секретарём апостольской нунциатуры до 10 июля 1982 года, когда стал сотрудником Государственного секретариата Святого Престола, где с 22 июля 1997 года работал в качестве асессора.
Папа римский Иоанн Павел II даровал ему 9 ноября 1994 года, титул Почётного прелата Его Святейшества и назначил его 7 февраля 1998 года титулярным епископом Мемфиса и Префектом Папского Дома. Иоанн Павел II рукоположил его в сан епископа 19 марта 1998 года, ему сослужили и помогали кардинал Анджело Содано — государственный секретарь Святого Престола и кардинал Франтишек Махарский — архиепископ Кракова. На этой же церемонии были рукоположены Станислав Дзивиш и Пьеро Марини.
Его епископский девиз Zelus Domus tuae.
Иоанн Павел II повысил его pro hac vice до достоинства титулярного архиепископа 29 сентября 2003 года.

## Кардинал
24 октября 2012 года на генеральной аудиенции Папа Бенедикт XVI объявил о возведении в кардиналы монсеньора Джеймса Харви 24 ноября 2012 года, и о назначении его в скором архипресвитером базилики Сан-Паоло-фуори-ле-Мура.
23 ноября 2012 года кардинал Франческо Монтеризи покинул пост архипресвитера папской базилики Сан-Паоло фуори Ле Мура, его преемником стал кардинал Джеймс Майкл Харви.
24 ноября 2012 года, в соборе Святого Петра состоялась консистория, на которой Джеймс Майкл Харви был возведён в сан кардинал-дьякона с титулярной диаконией Сан-Пио-V-а-Вилла-Карпенья. На нового Князя Церкви была возложен кардинальская шапка и вручён кардинальский перстень.
1 июля 2024 года Папа Франциск возвёл кардинала-дьякона Харви в ранг кардинала-священника с титулом церкви pro hac vice Сан-Пио-V-а-Вилла-Карпенья.

## Конклав 2025 года
Участник Конклава 2025 года, где был избран папа Лев XIV.

## Награды
- Орден Святого Гроба Господнего Иерусалимского:
  - Большой крест (24 ноября 2012 года)[7];
  - Командор со звездой (9 февраля 1998 года)[7];
  - Командор (13 ноября 1997 года)[7].
- Кавалер Большого Креста ордена «За заслуги перед Итальянской Республикой» (19 января 1999 года)[8].
- Большой крест ордена «За заслуги перед Федеративной Республикой Германия» (9 декабря 2008 года) — за вклад в отношения между Германией и Святым Престолом.[9].